# Lobesia helichrysana
Lobesia helichrysana is een vlinder uit de familie bladrollers (Tortricidae). De wetenschappelijke naam is voor het eerst geldig gepubliceerd in 1879 door Ragonot.
De soort komt voor in Europa.